# Jentiletxe

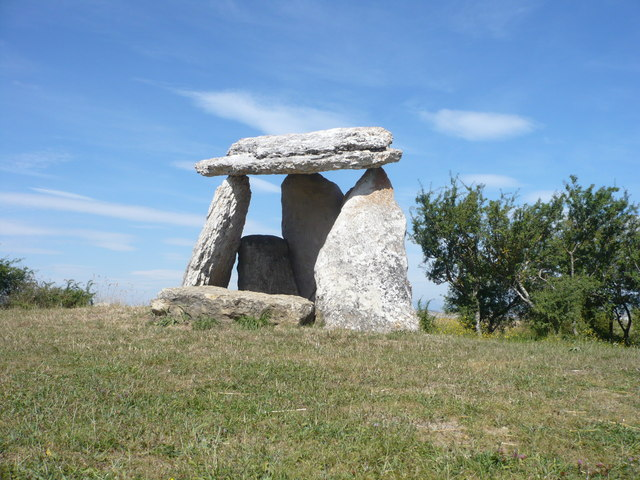
Sorginetxe, la maison des Jentilak à Agurain.

Jentiletxe, Mairuetxe, Sorginetxe ou Tartaloetxe sont les mots basques désignant la maison des Jentilak dans la mythologie basque (gentils dans le sens « païens »).

## Étymologie
Etxe signifie « maison » en basque. Le suffixe a désigne l'article : etxea se traduit donc par « la maison ». Le suffixe ko indique l'origine, ainsi etxeko se traduit par « de la maison ». On désigne sous ce nom les dolmens situés au Pays basque.

## Contexte
Il existe de nombreuses structures et lieux autour du Pays basque avec jentil dans leur nom, faisant généralement référence à des lieux païens ou anciens, soi-disant construits par le jentil. Les noms donné aux dolmens sont des jentilarri ou jentiletxe, aux harrespils sont des jentilbaratza, aux grottes peuvent être des jentilzulo ou jentilkoba.
Au Pays basque, sur les 350 dolmens répertoriés par Juan María Apellaniz en 1973, sans compter ceux du Pays basque nord, très peu ont un nom propre. La plupart d'entre eux sont identifiés par le toponyme du lieu où ils se trouvent. Certains d'entre eux portent des noms identifiés à des êtres de la mythologie basque ou liés à la sorcellerie. Les dolmens, entre autres, les plus connus sont Sorginetxe (Arrizala), et Sorginaren Txabola (Elvillar) dans la province basque d'Alava. Des raisons motivant et expliquant la relation entre une construction fantastique avec des êtres magiques, compte tenu des circonstances historiques, a très probablement au cours des XVe et XVIe siècles, fait en sorte que les dolmens les plus visibles sont attribués à des Jentilak, des sorciers ou sorcières, car la construction ne pouvait être expliquée d'une manière compréhensible pour tout le monde.
Il semble que l'interprétation ou la réaction des peuples face aux grandes évidences du passé varient selon les époques. Dans l'Antiquité, ce qui n'est pas compris doit être détruit et ce sont les Romains qui imposent et pratiquent cette théorie. Au Moyen Âge, ce qui représente ou rappelle le paganisme doit être christianisé. C'est la vision étroite du christianisme à une époque où la peur est le fondement de la religion catholique. Ce qui ne peut être expliqué, c'est la chose du Deabru (diable) ou ses représentants sur terre, des êtres maléfiques. C'est donc à ce moment que la relation entre les pouvoirs magiques et les dolmens a eu lieu au Pays basque, entre le XVe et le XVIe siècle. Puis à l'ère moderne, l'archéologie surgit et avec ses méthodes spécifiques elle considère le monument comme une explication sur la manière d'être et de vivre de l'homme dans le passé.
Si le problème fondamental que représente la construction d'un dolmen est justement le transport des grandes dalles qui le composent et l'un des attributs fondamentaux des géants et des sorcières étant leur capacité à déplacer n'importe quoi, à n'importe quelle distance et en un temps record, la déduction la plus logique dans l'esprit populaire des gens de l'époque ne pouvait être autre que l'attribution des dolmens aux seuls êtres magiques capables de sa construction.

## Toponymes

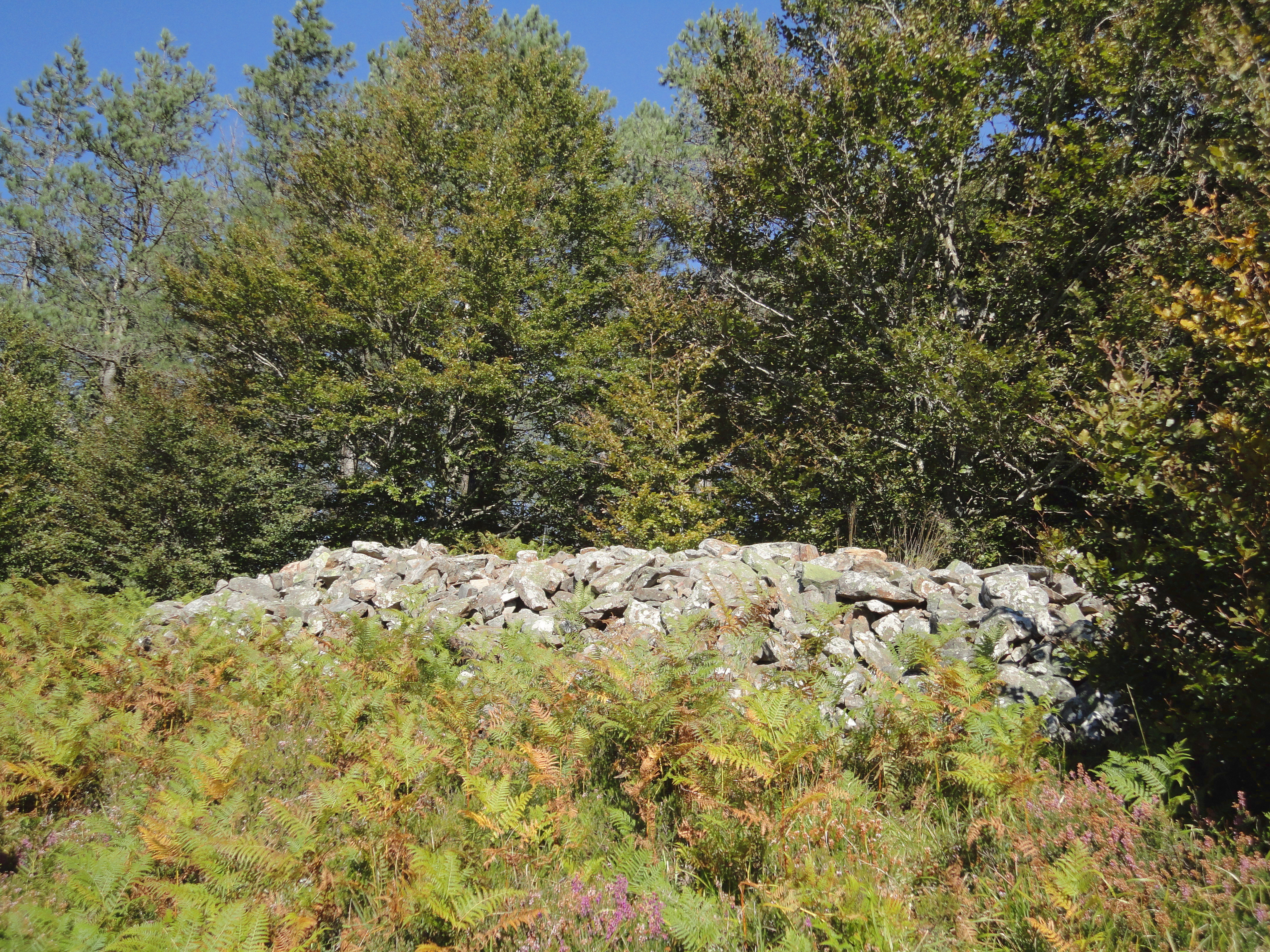
Le tumulus de Jentiletxe, proche du mont éponyme.

Les dolmens sont situés dans les massifs d'Ataun-Burunda et Altzaina. À Mutriku (Biscaye) existe une grotte du même nom.
Jentiletxe est aussi un sommet à 912 m dans le massif de Satui, entre Antzuola et Oñati, séparant les bassins des rivières Deba, à l'ouest, et Urola, à l'est, dans la partie médiane. Le sommet possède un tumulus qui a donné son nom de Jentiletxe, avec la dans la croyance que les pierres qui s'y trouvent en forme de cercle correspondraient aux ruines de la txabola de certains Gentils.

## Légende
| Jentiletxea Isasin « Ebarista sarrak kontetoskun Isisiko etzea iauriela yentillek. Da yentillek isin siela annnndiek eta indertzuek, da botatauriela Isisire arrrrrie Ártetatik asi d’Isisire, Isisiko etzea, yentilletzea eiteko eta esatauriela: – “Aiba la palanka asta la Salamanka” Da batek esautzela besteari: – Esai(k)p(b)ota Salamankaraño palankea se Salamankan neure parintea(k)tx(y)aukoasat eta. » | Le Jentiletxe à Isasi Les anciens Ebaristas disent que les païens ont construit une maison à Isasi. Et les gentils étaient grands et forts, et ils lançaient la pierre depuis Arte jusqu'à Isasi, la maison d'Isasi, pour en faire une maison de gentils et ils disaient : – "A(h)i va la palanca (h)asta la Salamanca" Et l'un a dit à l'autre : - Ne lancez pas le palanka (barre de metal) vers Salamanque parce que j'ai de la famille là-bas. |